# Maroantsetra (distrikt)
Maroantsetra District är ett distrikt i Madagaskar.   Det ligger i regionen Analanjiroforegionen, i den nordöstra delen av landet, 400 km nordost om huvudstaden Antananarivo.